# Kristjan Jaak Peterson
Kristjan Jaak Peterson, ook bekend als Christian Jacob Petersohn (Riga, 14 maart 1801 – aldaar, 4 augustus 1822) was een Estisch dichter. Hij staat bekend als grondlegger van de moderne Estische poëzie. Peterson stierf op 21-jarige leeftijd aan tuberculose. Sinds 1996 wordt zijn geboortedag in Estland gevierd als Moedertaaldag.

## Leven en Werk
Kristjan Jaak Peterson werd geboren in Riga, hoofdstad van het toenmalige Russische Gouvernement Riga, als derde zoon van de klokkenluider en koster van de Sint-Jacobskerk. Zijn vader was afkomstig uit Viljandi, zijn moeder was vermoedelijk van Russische afkomst. Peterson was een zeer begaafde jongeman en legde zijn gymnasium in drie in plaats van vier jaar af. Hij kende minstens 16 talen en publiceerde als leerling al taalkundige werken in het tijdschrift „Beiträge“ van J.H. Rosenplänter. Ook schreef hij gedichten en hield een Estischtalig dagboek bij. Van 1818-1820 studeerde hij aan de universiteit van Tartu maar maakte zijn studies niet af en vertrok naar Riga. Daar onderwees hij talen, schreef artikelen en vertaalde de Mythologia Fennica van Christfried Ganander van het Zweeds naar het Duits.
Er zijn 3 Duitstalige en 21 Estischtalige gedichten bewaard gebleven, waarvan tien odes en vijf pastorales. Het bekendste zijn de odes „Laulja“ (dichter, zanger) ja „Kuu“ (de maan). De gedichten van Peterson verschilden dusdanig van de heersende tradities, dat de gedichten destijds niet gepubliceerd werden. Pas aan het begin van de 20e eeuw werden zijn gedichten gepubliceerd door de groep Noor-Eesti.
In 1983 kreeg hij een standbeeld op de heuvel Toomemägi. Daarop staan vier zinnen uit zijn gedicht Kuu die gezien worden als oproep om de Estische taal haar bestaansrecht terug te geven: 
| Kas siis selle maa keel, Laulutuules ei või, Taevani tõustes üles, Igavust omale otsida? | Kan onze landstaal dan niet In de wind der gedichten Naar de hemel opstijgen en De eeuwigheid verwerven? |  |

- Bibsys: 90256765
- Bibliothèque nationale de France: cb135795740 (data)
- Gemeinsame Normdatei: 102298440
- International Standard Name Identifier: 0000 0000 3243 949X
- Library of Congress Control Number: n82271222
- Nationale Bibliotheek van Letland: 000045636
- MusicBrainz: 8581525f-6a66-41c4-92e6-db86883d432b
- Nederlandse Thesaurus van Auteursnamen: 212636154
- Système universitaire de documentation: 05772198X
- Virtual International Authority File: 7557258
- WorldCat: E39PBJmDf9qrvKrjfpmmbwYpT3